# ساختار هسته‌ای
در فیزیک هسته‌ای ساختار هسته‌ای(به انگلیسی: Nuclear structure) عبارت است از مطالعه نحوه آرایش ذرات بنیادی در هسته اتم.